# Cult Records
Cult Records es un sello discográfico independiente fundado por Julian Casablancas, miembro de The Strokes, en 2009. Inicialmente utilizado como vehículo  para los lanzamientos solitarios de Casablancas, Cult se convirtió en una marca autónoma que en junio de 2014 estableció  un acuerdo con Kobalt.

## Artistas asociados a Cult

### Actualmente
- Cerebral Ballzy[3]
- Exhibition
- The Growlers
- Har Mar Superstar
- Karen O[4]
- Rey Pila[5]
- Promiseland
- The Strokes
- Surfbort
- The Voidz

### Artistas que han trabajado con Cult
- Albert Hammond, Jr.[6]
- C O L O R
- Everything Everything
- Exclamation Pony (Jen Turner of Here We Go Magic and Ryan Jarman of The Cribs)[7]
- INHEAVEN
- Julian Casablancas
- Jehnny Beth & Julian Casablancas
- Reputante
- Songhoy Blues
- The Virgins[8]